# Inegocia
Inegocia es un género de peces de la familia Platycephalidae, del orden Scorpaeniformes. Este género marino fue descrito por primera vez en 1913 por David Starr Jordan y William Francis Thompson.

## Especies
Especies reconocidas del género:
- Inegocia harrisii (McCulloch, 1914)
- Inegocia japonica (G. Cuvier, 1829)
- Inegocia ochiaii Imamura, 2010